# Denise Muresan
Denise Muresan (* 31. Juli 1989) ist eine ehemalige US-amerikanische Tennisspielerin.

## Karriere
Muresan begann mit fünf Jahren das Tennisspielen und spielt bislang hauptsächlich Turniere der ITF Women’s World Tennis Tour, bei der sie einen Titel im Einzel und zwei im Doppel erringen konnte.
In der High School erreichte Muresan als 15-Jährige 2004 das Finale der IHSA State Championships 2004. Sie verlor das Finale gegen die damals 18-Jährige Monica Milewski 3:6, 6:3 und 5:7. 2015 gewann sie im Alter von 16 Jahren dann den Titel  bei den IHSA State Championships 2005, wo sie im Finale Marable Taylor besiegte.
Muresan bestritt ihr letztes Profiturnier im November 2014 und wird seit Oktober 2015 nicht mehr in den Weltranglisten geführt.

### College Tennis
Von 2007 bis 2011 spielte Muresan für die Damentennismannschaft der Michigan Wolverines. 2008 stand sie im Finale der ITA National Summer Championships, wo sie gegen Mallory Voelker mit 6:4, 3:6 und [5:10] verlor. 2010 qualifizierte sie sich als viertbeste Spielerin für das Hauptfeld der USTA/ITA Indoor Intercollegiate Championships. 2011 schied sie bei den NCAA Division I Tennis Championships 2011 im Einzel in der zweiten Runde und im Doppel mit Partnerin Brooke Bolender bereits in der ersten Runde aus.

## Turniersiege

### Einzel
| Nr. | Datum            | Turnier      | Kategorie   | Belag     | Finalgegnerin  | Ergebnis |
| --- | ---------------- | ------------ | ----------- | --------- | -------------- | -------- |
| 1.  | 19. Oktober 2013 | Quintana Roo | ITF $10.000 | Hartplatz | Renata Zarazúa | 6:4, 6:1 |

### Doppel
| Nr. | Datum            | Turnier      | Kategorie   | Belag     | Partnerin       | Finalgegnerinnen                     | Ergebnis         |
| --- | ---------------- | ------------ | ----------- | --------- | --------------- | ------------------------------------ | ---------------- |
| 1.  | 19. Oktober 2013 | Quintana Roo | ITF $10.000 | Hartplatz | Ashley Weinhold | Christiana Brigante Nikki Kallenberg | 6:1, 7:5         |
| 2.  | 8. März 2014     | Irapuato     | ITF $25.000 | Hartplatz | Indy de Vroome  | Irina Chromatschowa Anna Zaja        | 6:4, 5:7, [10:7] |

## Persönliches
Denise Muresan besuchte von 2005 bis 2007 die Adlai E. Stevenson Highschool, studierte von 2007 bis 2011 an der University of Michigan, wo sie ihren Bachelor in Brain, Behaviour and Cognitive Science. Sie arbeitete nach ihrer Tenniskarriere und ihrem Studium laut ihren social media Kanälen von 2015 bis 2017 als Clinical Specialist for Neuromodulation  bei Boston Scientific, von 2017 bis 2022 als Clinical Specialist und Sales Manager bei Vertiflex und seit 2022 als Sales Manager bei VIVEX Biologics.